# Зубарев, Юрий Михайлович
Юрий Михайлович Зубарев (род. 18 октября 1940, Свердловск)  — спортсмен (прыжки на лыжах с трамплина, лыжное двоеборье), тренер, педагог. Один из лучших в СССР прыгунов с трамплина. Мастер спорта СССР (1959) по лыжному двоеборью, мастер спорта СССР международного класса (1965) по прыжкам с трамплина на лыжах. Заслуженный работник физической культуры Российской Федерации (2002).

## Биография
Родился 18 октября 1940 года в городе Свердловске.
В сборной СССР с 1959 по 1970 гг. Бронзовый призер чемпионата СССР по лыжному двоеборье (1959). Чемпион СССР в прыжках на лыжах с 90-метрового трамплина (1964), трехкратный бронзовый призер чемпионатов СССР в прыжках на лыжах с трамплина (1959, 1968, 1969). Участвовал во многих международных соревнованиях. 
В 1964 году в Чехословакии занял второе место по прыжкам на лыжах с трамплина в III зимней Универсиаде (16.02.1964, Шпиндлерув-Млын).
В 1965 году Зубарев становится 4 в рейтинге Международной федерации лыжного спорта (4 место в общем зачете Турне четырех трамплинов в 1965, Бишофсхофен).
Судья республиканской категории (1978)
Выступал за ДСО «Труд», «Буревестник». Тренеры Г. В. Батуев, заслуженный тренер СССР П. А. Дементьев.
В 1967 году окончил Ленинградский технологический институт им. Ленсовета по специальности «Автоматизация и комплексная механизация химико-технологических процессов». Инженер СКБ АН СССР (1967—1970 гг.). Аспирант, ст. научный сотрудник НИИ ФКиС (1970—1978 гг.). В 1974 году защитил диссертацию на тему «Исследование кинематических и динамических характеристик выполнения отталкивания в прыжках на лыжах» на соискание ученой степени кандидата педагогических наук по специальности «Теория и методика физического воспитания и спортивной тренировки».
В 1974 году назначен руководителем Комплексной научной группы при сборной СССР по прыжкам на лыжах с трамплина. За этот период активно работал над планами подготовки сборной команды СССР, издал ряд научно-методических пособий для тренеров ДЮСШ, участвовал в разработке систем управления тренировочным процессом в 4-х летних циклах олимпийской подготовки по прыжкам на лыжах с трамплина и лыжному двоеборью /сборники рефератов НИР с 1974 по 1980 год, всего 16 работ/.
В 1979 году Зубарев работал тренером сборной команды ЦС «Буревестник» по прыжкам на лыжах с трамплина. Под его руководством сборная команда становится чемпионом СССР и в 1980 году Ю. М. Зубарева назначают тренером сборной команды СССР по прыжкам на лыжах с трамплина. С 1982 по 1984 годы Ю.М, Зубарев работал тренером сборной молодежной команды СССР по прыжкам с трамплина на лыжах.
Член тренерского совета Ленинграда (1980—1993).
Доцент Российского государственного педагогического университета им. А. И. Герцена (1978—1993). С 1993 по 1999 г. декан факультета физической культуры Ленинградского государственного университета им. А. С. Пушкина, с 1994 по 2006 год заведующий кафедрой теории физической культуры Ленинградского государственного университета им. А. С. Пушкина.
В 2014 году консультант научной группы сборной команды РФ по лыжному двоеборью.
В 1994—2024 годах профессор кафедры физической культуры и спорта Ленинградского государственного университета им. А. С. Пушкина.